# Гай Октавий (конник)
Вижте пояснителната страница за други личности с името Гай Октавий.
Гай Октавий (на латински: Gaius Octavius Cn. f.) е обикновен конник на Римската република.
Произлиза от фамилията Октавии и е малкият син на Гней Октавий Руф (квестор 230 пр.н.е.). Брат е на Гней Октавий (претор 205 пр.н.е.). Роднина е на по-късния император Октавиан Август.
Вероятно е баща на Гай Октавий (военен трибун 216 пр.н.е.).